# ام‌اس سلاندیا
ام‌اس سلاندیا (به انگلیسی: MS Selandia) یک کشتی بود که طول آن ۳۷۰ فوت (۱۱۲٫۸ متر) بود. این کشتی در سال ۱۹۱۱ ساخته شد.